# Фульц, Маркелл
Маркелл Фульц (англ. Markelle Fultz; родился 29 мая 1998 года, Аппер-Марлборо, Мэриленд, США) — американский профессиональный баскетболист, выступающий за команду Национальной баскетбольной ассоциации «Сакраменто Кингз». Играет на позиции разыгрывающего защитника. Он был выбран на драфте НБА 2017 года в первом раунде под общим первым номером. На студенческом уровне выступал за команду Вашингтонского университета.

## Карьера в НБА

### Филадельфия Севенти Сиксерс (2017—2019)
22 июня 2017 года Фульц был выбран на драфте НБА 2017 года под общим 1-м номером командой «Филадельфия Севенти Сиксерс». 8 июля 2017 Маркелл Фульц подписал с командой контракт.
В сезоне 2018/19 главный тренер Бретт Браун назначил Фульца стартовым защитником вместо ветерана Джей Джей Редика. Однако через пятнадцать игр после начала сезона Фульц уступил эту позицию Джимми Батлеру, которого «Севенти Сиксерс» приобрели в результате сделки с «Миннесотой Тимбервулвз».
Противоречивые заявления относительно здоровья Фульца и его низкой результативности продолжали быть источниками конфликтов и напряжения в команде. 20 ноября 2018 года его агент Рэймонд Бразерс объявил, что Фульц не будет участвовать в тренировках и играх до тех пор, пока не будет проведена оценка травмы плеча; позже его заболевание было описано как синдром грудного выхода, неврологический тип расстройства, который «влияет на нервы между шеей и плечом, что приводит к аномальному функциональному движению и диапазону движения, тем самым сильно ограничивая способность Маркелла бросать баскетбольный мяч».[30][31].

### Орландо Мэджик (2019—2024)
7 февраля 2019 года Фульц был обменян в «Орландо Мэджик» в обмен на Джонатона Симмонса, пик первого раунда драфта от «Оклахома-Сити Тандер» и пик второго раунда драфта от «Кливленд Кавальерс». Позднее, в марте, тренер «Мэджик» Стив Клиффорд заявил, что не ожидает возвращения Фульца в игру в течение сезона, подчеркнув, что его травма плеча действительно «очень серьезная». Фульц дебютировал в составе «Мэджик» 23 октября 2019 года, набрав 12 очков, шесть передач и два перехвата в победе над «Кливленд Кавальерс».
27 декабря 2020 года Фульц набрал 26 очков в победе над «Вашингтон Уизардс». 6 января 2021 года Фульц получил разрыв передней крестообразной связки в первой четверти матча против «Кливленд Кавальерс» и пропустил остаток сезона 2020/21.
Фульц вернулся на площадку 28 февраля 2022 года в матче против клуба «Индиана Пэйсерс». 10 апреля Фульц отдал 15 результативных передач в победе над «Майами Хит» со счетом 125-111.
18 марта 2023 года Фульц набрал максимальные в карьере 28 очков и сделал четыре перехвата во время победы над «Лос-Анджелес Клипперс» со счетом 113-108.

### Сакраменто Кингз (2025—настоящее время)
12 февраля 2025 года Фульц подписал контракт с «Сакраменто Кингз».

## Выступления за национальную сборную
Фульц выступал за сборную США на чемпионате Америки по баскетболу среди юношей до 18 лет в 2016 году в Чили. В её составе он завоевал золотые медали и был признан самым ценным игроком турнира.

## Статистика

### Статистика в НБА
| Сезон                                                                                    | Команда     | Регулярный сезон | Регулярный сезон | Регулярный сезон | Регулярный сезон | Регулярный сезон | Регулярный сезон | Регулярный сезон | Регулярный сезон | Регулярный сезон | Регулярный сезон | Регулярный сезон | Серия плей-офф | Серия плей-офф | Серия плей-офф | Серия плей-офф | Серия плей-офф | Серия плей-офф | Серия плей-офф | Серия плей-офф | Серия плей-офф | Серия плей-офф | Серия плей-офф |
| Сезон                                                                                    | Команда     | GP               | GS               | MPG              | FG%              | 3P%              | FT%              | RPG              | APG              | SPG              | BPG              | PPG              | GP             | GS             | MPG            | FG%            | 3P%            | FT%            | RPG            | APG            | SPG            | BPG            | PPG            |
| ---------------------------------------------------------------------------------------- | ----------- | ---------------- | ---------------- | ---------------- | ---------------- | ---------------- | ---------------- | ---------------- | ---------------- | ---------------- | ---------------- | ---------------- | -------------- | -------------- | -------------- | -------------- | -------------- | -------------- | -------------- | -------------- | -------------- | -------------- | -------------- |
| 2017/18                                                                                  | Филадельфия | 14               | 0                | 18,1             | 40,5             | 0,0              | 47,6             | 3,1              | 3,8              | 0,8              | 0,3              | 7,1              | 3              | 0              | 7,6            | 14,3           | 0,0            | 75,0           | 1,0            | 1,7            | 0,7            | 0,0            | 1,7            |
| 2018/19                                                                                  | Филадельфия | 19               | 15               | 22,5             | 41,9             | 28,6             | 56,8             | 3,7              | 3,1              | 0,9              | 0,3              | 8,2              | Не участвовал  | Не участвовал  | Не участвовал  | Не участвовал  | Не участвовал  | Не участвовал  | Не участвовал  | Не участвовал  | Не участвовал  | Не участвовал  | Не участвовал  |
| 2019/20                                                                                  | Орландо     | 72               | 60               | 27,7             | 46,5             | 26,7             | 73,0             | 3,3              | 5,1              | 1,3              | 0,2              | 12,1             | 5              | 5              | 29,3           | 40,0           | 37,5           | 85,7           | 2,2            | 5,2            | 1,0            | 0,6            | 12,0           |
| 2020/21                                                                                  | Орландо     | 8                | 8                | 26,9             | 39,4             | 25,0             | 89,5             | 3,1              | 5,4              | 1,0              | 0,3              | 12,9             | Не участвовал  | Не участвовал  | Не участвовал  | Не участвовал  | Не участвовал  | Не участвовал  | Не участвовал  | Не участвовал  | Не участвовал  | Не участвовал  | Не участвовал  |
| 2021/22                                                                                  | Орландо     | 18               | 3                | 20,0             | 47,4             | 23,5             | 80,6             | 2,7              | 5,5              | 1,1              | 0,3              | 10,8             | Не участвовал  | Не участвовал  | Не участвовал  | Не участвовал  | Не участвовал  | Не участвовал  | Не участвовал  | Не участвовал  | Не участвовал  | Не участвовал  | Не участвовал  |
| 2022/23                                                                                  | Орландо     | 60               | 60               | 29,6             | 51,4             | 31,0             | 78,3             | 3,9              | 5,7              | 1,5              | 0,4              | 14,0             | Не участвовал  | Не участвовал  | Не участвовал  | Не участвовал  | Не участвовал  | Не участвовал  | Не участвовал  | Не участвовал  | Не участвовал  | Не участвовал  | Не участвовал  |
| 2023/24                                                                                  | Орландо     | 43               | 18               | 21,2             | 47,2             | 22,2             | 69,7             | 3,2              | 2,8              | 1,0              | 0,3              | 7,8              | 7              | 0              | 15,1           | 58,8           | 0,0            | 55,6           | 2,0            | 1,1            | 0,4            | 0,0            | 6,4            |
|                                                                                          | Всего       | 234              | 164              | 25,4             | 47,2             | 27,4             | 73,1             | 3,4              | 4,6              | 1,2              | 0,3              | 11,1             | 15             | 5              | 18,3           | 44,6           | 35,3           | 70,0           | 1,9            | 2,6            | 0,7            | 0,2            | 7,3            |
| Наведите курсор мыши на аббревиатуры в заголовке таблицы, чтобы прочесть их расшифровку. |             |                  |                  |                  |                  |                  |                  |                  |                  |                  |                  |                  |                |                |                |                |                |                |                |                |                |                |                |

### Статистика в колледже
| Сезон                                                                                   | Команда   | GP | GS | MPG  | FG%  | 3P%  | FT%  | RPG | APG | SPG | BPG | PPG  |  |
| --------------------------------------------------------------------------------------- | --------- | -- | -- | ---- | ---- | ---- | ---- | --- | --- | --- | --- | ---- |  |
| 2016/17                                                                                 | Вашингтон | 25 | 25 | 35,7 | ,476 | ,413 | ,649 | 5,7 | 5,9 | 1,6 | 1,2 | 23,2 |  |
| Наведите курсор мыши на аббревиатуры в заголовке таблицы, чтобы прочесть их расшифровку |           |    |    |      |      |      |      |     |     |     |     |      |  |